# ITX-青春
ITX-青春（アイティエクス-チョンチュン）は韓国鉄道公社（KORAIL）の列車種別。2012年2月28日より中央線・京春線で運行を開始した。

## 概要
当種別の登場は2010年12月21日の京春線の電化を機にKORAILが準高速列車を導入することを決定したことによるものである。
セマウル号と同等の一般列車として設定したため、ソフト面では首都圏電鉄区間を走る列車であるにもかかわらず他の地区の一般列車と同じように取り扱われる。そのため首都圏電鉄用各種フリー乗車券で乗車することや首都圏電鉄との通し運賃計算ができない。また、龍山駅や清凉里駅における他路線やKTXとの乗継割引もできないようになっている。定期券も首都圏電鉄用の定期券では利用できず、専用のもの（他の地区の一般列車用と同一）が設定されている。
2017年5月1日より2018年3月22日まで、京釜線龍山駅 - 大田駅間でも運行されていた。運行開始に伴い一般列車用の低床ホームに停車する駅では、ホームに専用の乗り口が増設していた。料金はセマウル号運賃を適用。
2025年の鉄道建設プロジェクトによると、今後京春線を介して運行する首都圏広域急行鉄道B路線（GTX-B）が開通すると、京春線の線路容量が飽和状態となるため、京春線ITX-青春は事実上運行を終了することが確定した。

### 名称
「ITX-青春」という名称は2011年9月25日まで行われた公募によって決定された。
ITXとはIntercity Train Expressの略で、都市間準高速鉄道を意味する。「青春」は電化以前に京春線で運行されていたムグンファ号・トンイル号の始発・終着駅である清凉里駅と春川駅の頭文字を取ったもの（朝鮮語では青と清の読みが同じ）だが、さらに若者の思い出を連想させるものとして、多層的な意味を内包している。

## 列車番号・停車駅

### 京春線
ITX-青春列車には2000番台の列車番号が設定され、2001〜2032は龍山駅発着、2051〜2070は清凉里駅発着列車に充てられる。また、龍山発の最速達列車には2101〜2102が充てられる。停車駅に関しては下の表を参照。なお、京釜線系統には4000番台が設定される。
|            | 運行時間帯／停車駅名           | 龍山駅 | 玉水駅 | 往十里駅 | 清凉里駅 | 上鳳駅 | 退渓院駅 | 思陵駅 | 坪内好坪駅 | 磨石駅 | 清平駅 | 加平駅 | 江村駅 | 南春川駅 | 春川駅 | 備考 |
| ---------- | ------------------------------ | ------ | ------ | -------- | -------- | ------ | -------- | ------ | ---------- | ------ | ------ | ------ | ------ | -------- | ------ | ---- |
| 毎日1往復  | 毎日1往復                      | ●      | －     | －       | ●        | －     | －       | －     | －         | －     | －     | －     | －     | ●        | ●      |      |
| 平日       | 日中・夜間                     | ●      | ▲      | －       | ●        | －     | －       | －     | ●          | －     | －     | ●      | －     | ●        | ●      |      |
| 平日       | 朝ラッシュ上り・夕ラッシュ下り | ●      | －     | ●        | ●        | ●      | ●        | ●      | ●          | ●      | －     | ●      | －     | ●        | ●      |      |
| 平日       | 終日                           |        |        |          | ●        | －     | －       | －     | ●          | －     | ●      | ●      | ●      | ●        | ●      |      |
| 土曜・休日 | 終日                           | ●      | ▲      | －       | ●        | －     | －       | －     | ●          | －     | ▲      | ●      | ▲      | ●        | ●      |      |
| 土曜・休日 | 終日                           |        |        |          | ●        | －     | －       | －     | ●          | －     | ▲      | ●      | ▲      | ●        | ●      |      |

- ▲：玉水駅は、一部列車のみ停車。
- ▲：土曜、休日の清平駅、江村駅は、交互に停車。

### 京釜線
龍山 - 鷺梁津 - 新道林 - 水原 - 平沢 - 天安 - 鳥致院 - 大田

## 車両
- 368000系電車 - 8両編成
  - 36801〜36808の8編成が存在する。
  - 4号車と5号車には韓国初の2階建て車両が連結される[1]。

## 画像

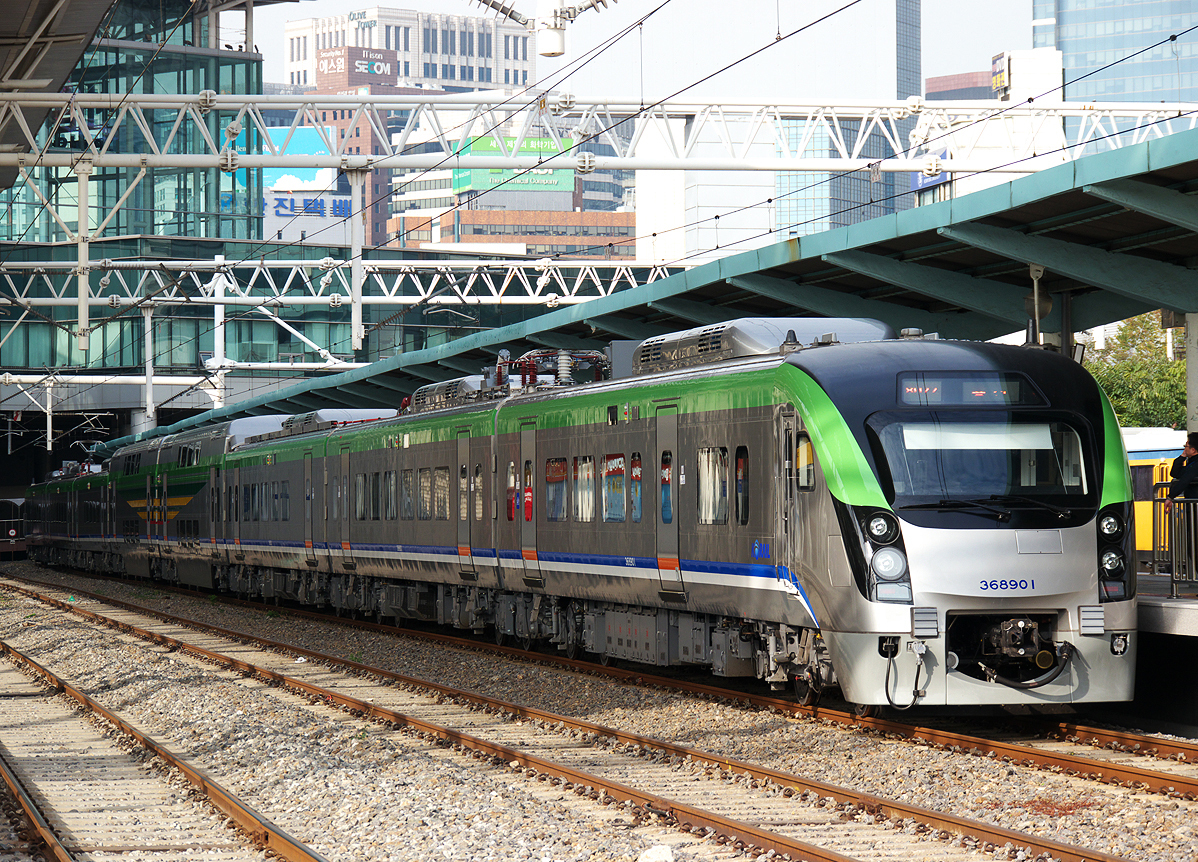
試運転中の車両
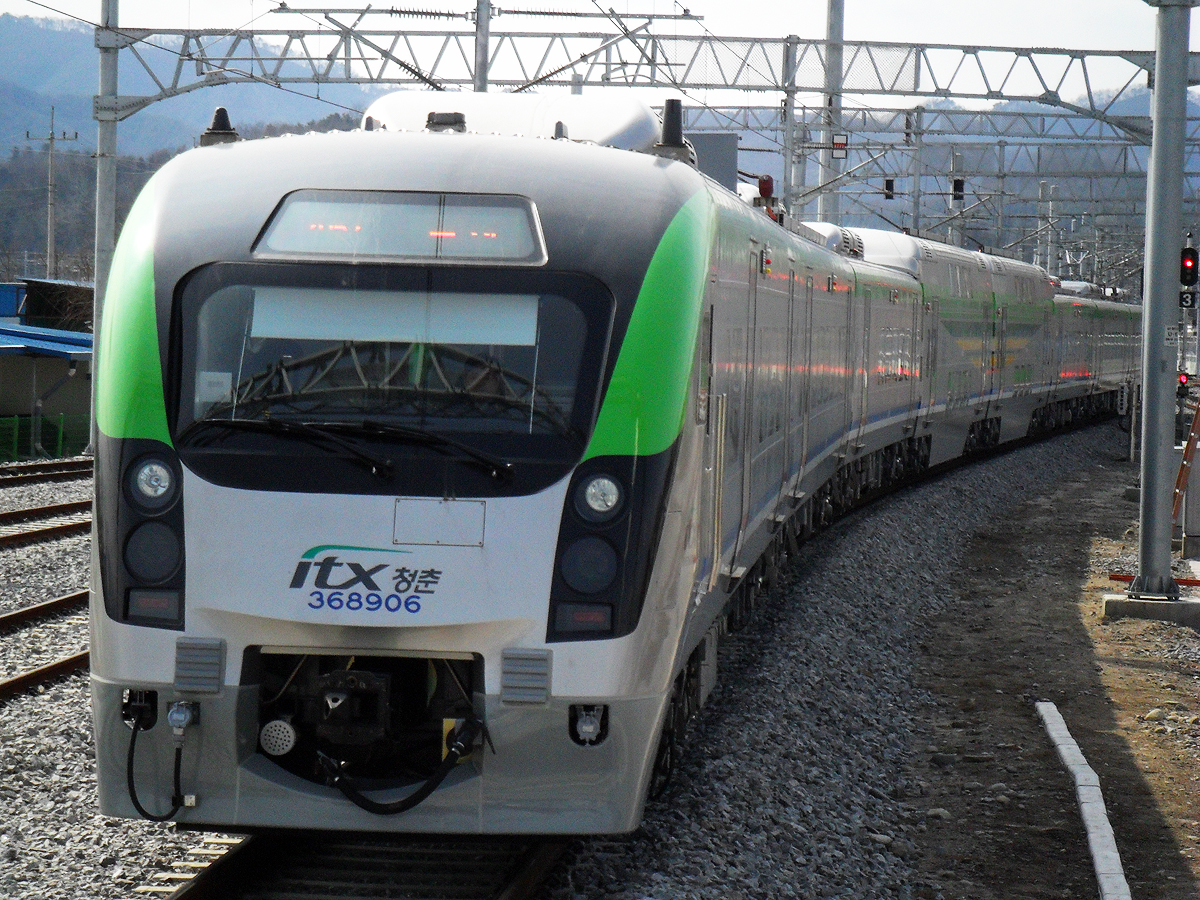
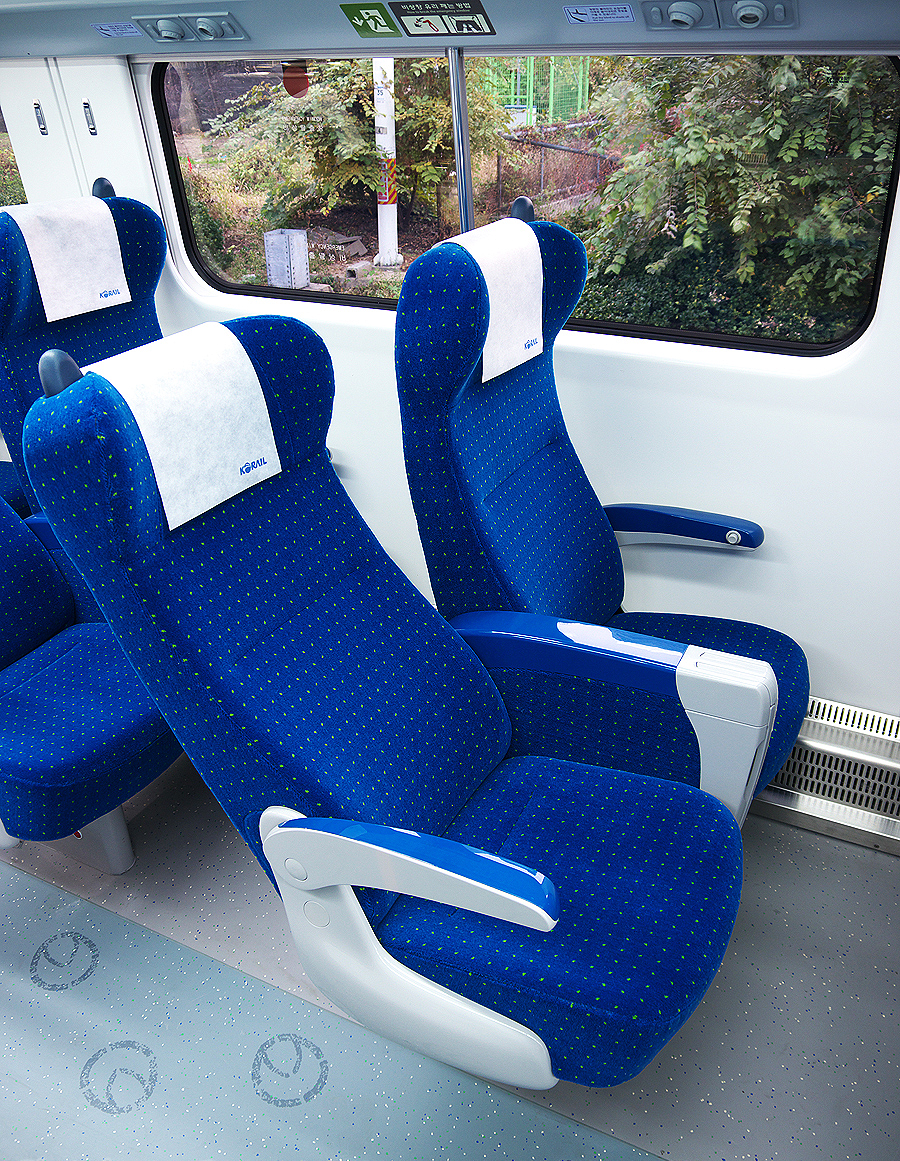